# Liste des préfets de Seine-et-Oise
Liste des préfets du département français de Seine-et-Oise depuis la création des préfets, en 1800, sous le Consulat jusqu'à la suppression du département le 1er janvier 1968. Le siège de la préfecture était à Versailles.

## Liste des préfets (1800-1968)

### Premier Empire (1800-1814)
| Période         | Période | Identité                                                 | Fonction précédente | Observation |
| --------------- | ------- | -------------------------------------------------------- | --- | --- |
| 2 mars 1800     | 1804    | Germain Garnier                                          | Procureur au Châtelet (1779-1788) Député suppléant de Paris intra-muros aux États généraux en 1789 Administrateur (1791) puis vice-président du directoire du département de la Seine | Membre Sénat conservateur (27 mars 1804, président du Sénat du 1er juillet 1809 au 1er juillet 1811) Pair de France (4 juin 1814) Président du collège électoral de Seine-et-Oise, Membre du Conseil privé (Restauration), Ministre d'État |
| 31 mars 1804    | 1806    | Jean-Pierre Bachasson, comte de Montalivet               | Maire de Valence (Drôme) Commissaire ordonnateur de la Drôme Préfet de la Manche (1801-1804)                                                                                          | Nommé directeur des Ponts et Chaussées |
| 3 juin 1806     | 1810    | Jean Charles Joseph Laumond                              | Préfet du Bas-Rhin Préfet de la Roer | Devient directeur général du Corps des Mines (1811-1813) |
| 7 août 1810     | 1814    | Charles Alexandre François de Gavre (1759-1832, La Haye) | Ex-seigneur d'Aiseau Chambellan de Napoléon Ier | Devient Grand-maréchal de la cour de Guillaume Ier des Pays-Bas, Grand-croix de l'Ordre du Lion belgique |
| 13 janvier 1814 | 1815    | Jean François Marie Delaître                             | Préfet d'Eure-et-Loir Préfet de l'Escaut | Maintenu à la première Restauration Représentant à la Chambre des Cent-Jours (Seine-Inférieure) |

### Première Restauration (1814-1815)
| Période         | Période     | Identité                     | Fonction précédente                      | Observation                                                                                     |
| --------------- | ----------- | ---------------------------- | ---------------------------------------- | ----------------------------------------------------------------------------------------------- |
| 13 janvier 1814 | 17 mai 1815 | Jean François Marie Delaître | Préfet d'Eure-et-Loir Préfet de l'Escaut | Maintenu à la première Restauration Représentant à la Chambre des Cent-Jours (Seine-Inférieure) |
|                 |             |                              |                                          |                                                                                                 |

### Cent-Jours (1815)
| Période     | Période | Identité                     | Fonction précédente                                                                              | Observation |
| ----------- | ------- | ---------------------------- | ------------------------------------------------------------------------------------------------ | --- |
| 17 mai 1815 | 1815    | Cécile Stanislas de Girardin | Membre de l'Assemblée Législative Membre du Tribunat Député au Corps législatif (Premier Empire) | Maintenu à la première Restauration Représentants à la Chambre des Cent-Jours Préfet de Seine-et-Oise (Cent-Jours) |

### Seconde Restauration (1815-1830)
| Période         | Période         | Identité                                                           | Fonction précédente | Observation                           |
| --------------- | --------------- | ------------------------------------------------------------------ | --- | ------------------------------------- |
| 14 juillet 1815 | 15 février 1816 | Jean François Marie Delaître                                       | Représentant d'Eure-et-Loir |                                       |
| 1816            | 1826            | Alexandre Etienne Hersant-Destouches (1773-1826)                   | Chef du bureau particulier et du bureau d’échanges du directeur de la caisse d’amortissement, sous-préfet, préfet du Jura (1809-1813), Préfet de la Haute-Garonne (1813-1814), Préfet d'Indre-et-Loire (1814-1815), | maître des requêtes au Conseil d'État |
| 28 juin 1826    | 1828            | Hervé Louis François Jean Bonaventure Clérel, comte de Tocqueville | |                                       |
| janvier 1828    |                 | Guillaume Capelle                                                  | |                                       |

### Monarchie de Juillet (1830-1848)
| Période       | Période | Identité               | Fonction précédente | Observation |
| ------------- | ------- | ---------------------- | ------------------- | ----------- |
| 1er août 1830 |         | Joseph Victor Aubernon |                     |             |
|               |         |                        |                     |             |

### Deuxième République (1848-1851)
| Période | Période | Identité                   | Fonction précédente          | Observation                                       |
| ------- | ------- | -------------------------- | ---------------------------- | ------------------------------------------------- |
| 1848    | 1849    | Hippolyte Baudel Durand    | Commissaire de la République | Représentant du peuple à l'Assemblée constituante |
| 1849    | 1851    | Ernest Arrighi de Casanova |                              | Passe au Conseil d'État                           |

### Second Empire (1851-1870)
| Période | Période | Identité                                                           | Fonction précédente                | Observation                                  |
| ------- | ------- | ------------------------------------------------------------------ | ---------------------------------- | -------------------------------------------- |
|         |         |                                                                    |                                    |                                              |
| 1852    | 1865    | Claude Joseph Brandelys Green, comte de Saint-Marsault (1807-1866) | Préfet des Deux-Sèvres (1848-1850) | Sénateur du Second Empire (26 décembre 1865) |
| 1865    | 1869    | San-Benedetto Jules Priamar Boselli                                |                                    |                                              |
| 1869    | 1870    | Jules Cornuau                                                      |                                    |                                              |

### Troisième République (1870-1940)
| Période          | Période         | Identité                          | Fonction précédente                                              | Observation                                                                   |
| ---------------- | --------------- | --------------------------------- | ---------------------------------------------------------------- | ----------------------------------------------------------------------------- |
| 1870             | 18 février 1871 | Édouard Charton                   |                                                                  |                                                                               |
| Juin 1871        | 1872            | Augustin Cochin                   |                                                                  |                                                                               |
| 1873             | 1876            | Henri Limbourg                    | Préfet des Bouches-du-Rhône                                      | Nommé préfet de la Seine-inférieure                                           |
| mars 1876        | mai 1876        | Étienne-Jules Gigault de Crisenoy | Préfet de l'Aisne                                                | -                                                                             |
|                  |                 |                                   |                                                                  |                                                                               |
| 1877             | 1879            | Léon Sauvaire de Barthélemy       |                                                                  |                                                                               |
| 1879             | 1884            | Félix Cottu                       |                                                                  |                                                                               |
| 1884             | 1885            | Paul Laurens                      |                                                                  |                                                                               |
| 16 novembre 1885 | 24 mai 1889     | Albert de Girardin                | Directeur du cabinet et du Personnel du ministère de l’Intérieur |                                                                               |
| 24 mai 1889      | juin 1893       | Louis Ernest Bargeton             |                                                                  |                                                                               |
| juin 1893        | juillet 1893    | Louis Lépine                      | préfet de l'Indre                                                |                                                                               |
| 11 juillet 1893  | octobre 1898    | Pierre Elie Gentil                |                                                                  |                                                                               |
| 18 octobre 1898  | juillet 1906    | Henri Poirson                     |                                                                  |                                                                               |
| juillet 1906     | avril 1918      | Auguste Autrand                   | Secrétaire général de la Seine                                   | Grand officier de la Légion d'honneur                                         |
| avril 1918       | janvier 1919    | Joseph Canal                      | préfet de la Dordogne                                            | Officier de la Légion d'honneur                                               |
| 10 janvier 1919  | juin 1919       | Joseph Chaleil                    |                                                                  |                                                                               |
| 17 juin 1919     | août 1919       | Urbain Vitry                      |                                                                  |                                                                               |
| 5 août 1919      | novembre 1920   | Joseph Chaleil                    |                                                                  |                                                                               |
| 19 novembre 1920 | octobre 1922    | Hippolyte Juillard                |                                                                  |                                                                               |
| 12 octobre 1922  | janvier 1934    | Adrien Bonnefoy-Sibour            |                                                                  | préfet de police de Paris un mois entre février et mars 1934 puis hors classe |
| février 1934     | mars 1934       | Armand Guillon                    |                                                                  |                                                                               |
| mars 1934        | décembre 1935   | Adrien Bonnefoy-Sibour            |                                                                  | préfet de police de Paris un mois entre février et mars 1934 puis hors classe |
| décembre 1935    | mars 1936       | Pierre Jouhanneaud                |                                                                  | préfet de police de Paris un mois entre février et mars 1934 puis hors classe |
| 3 novembre 1936  | 1940            | Robert Billecard                  |                                                                  |                                                                               |

### Régime de Vichy (1940-1944)
| Période           | Période       | Identité         | Fonction précédente            | Observation |
| ----------------- | ------------- | ---------------- | ------------------------------ | ----------- |
| 25 septembre 1940 | décembre 1942 | Marc Chevalier   |                                |             |
| 11 janvier 1943   | août 1944     | Pierre Revilliod | Secrétaire général de la Seine |             |

### GPRFet Quatrième République (1944-1958)
| Période         | Période | Identité        | Fonction précédente | Observation                  |
| --------------- | ------- | --------------- | ------------------- | ---------------------------- |
| 25 août 1944    | 1947    | Roger Léonard   |                     | commissaire de la République |
| 27 mai 1947     | 1950    | Armand Ziwès    |                     |                              |
| 1er avril 1950  | 1956    | Roger Génébrier |                     |                              |
| 21 janvier 1956 | 1966    | Paul Demange    |                     |                              |

### Cinquième République (1958-1968)
| Période         | Période          | Identité                | Fonction précédente                                                            | Observation |
| --------------- | ---------------- | ----------------------- | ------------------------------------------------------------------------------ | --- |
| 16 janvier 1967 | 31 décembre 1967 | Jacques Bonis-Charancle | directeur général des affaires politiques et de l'administration du territoire | Dernier préfet de Seine-et-Oise, nommé simultanément premier préfet du nouveau département des Yvelines, nomination ne prenant effet que le 1er janvier 1968 |